# Stary Dzików (gmina)
Stary Dzików [ˈstarɨ ˈd͡ʑikuf] (en ukrainien: Старий Диків, Staryi Dykiv) est une commune rurale de la Voïvodie des Basses-Carpates et du powiat de Lubaczów. Elle s'étend sur 155,8 km2 et comptait 4 566 habitants en 2010. Elle se situe à environ 17 kilomètres au nord-ouest de Lubaczów et à 71 kilomètres à l'est de Rzeszów, la capitale régionale.

## Géographie

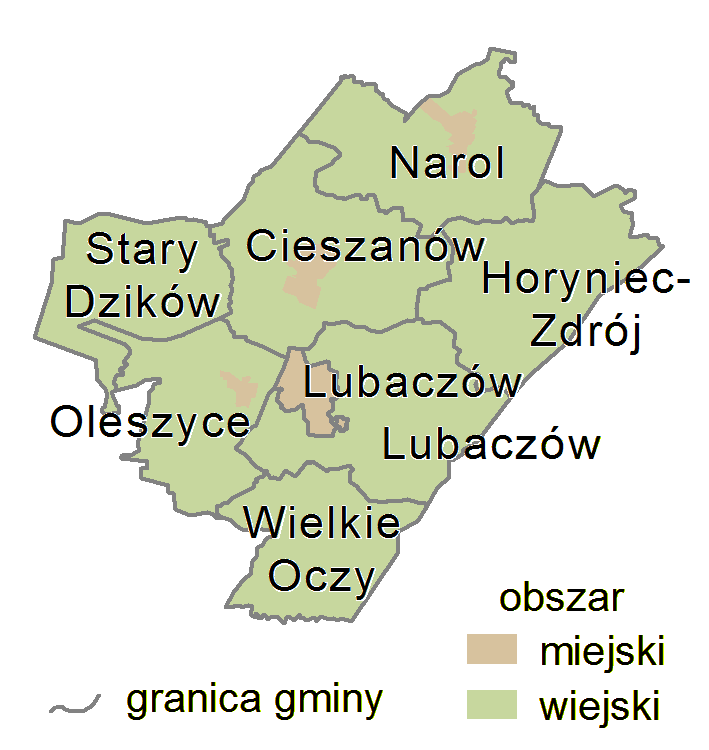
Carte du powiat (partie urbaine en marron et rurale en vert)